# Freddy Antonio de Jesús Bretón Martínez
Freddy Antonio de Jesús Bretón Martínez (Canca La Reina, 15 ottobre 1947) è un arcivescovo cattolico dominicano, dal 7 ottobre 2023 arcivescovo emerito di Santiago de los Caballeros.

## Biografia
Freddy Antonio de Jesús Bretón Martínez è nato a Canca La Reina il 15 ottobre 1947.

### Formazione e ministero sacerdotale
Ha iniziato gli studi di base nella sua comunità di Licey al Medio. Nel 1963 ha iniziato gli studi nel seminario minore "San Pio X". Successivamente ha studiato filosofia e teologia presso la Pontificia Università Cattolica "Madre e Maestra" di Santiago de los Caballeros e poi presso il Pontificio Seminario "San Tommaso d'Aquino" a Santo Domingo concludendo gli studi con le licenze in filosofia e scienze religiose. Dal 1971 al 1977 ha seguito un corso di inglese. Ha anche seguito i corsi di alcune materie nella Facoltà di scienze della formazione del Pontificio Seminario "San Tommaso d'Aquino".
Il 10 settembre 1977 è stato ordinato presbitero per l'arcidiocesi di Santiago de los Caballeros. In seguito è stato vicario parrocchiale nella zona di Puerto Plata per quattro anni e formatore e professore presso il Pontificio Seminario "San Tommaso d'Aquino" a Santo Domingo per sei anni. Nel 1980 ha partecipato a un corso per formatori del clero dell'America latina a Medellín. È stato quindi inviato a Roma per studi. Ha preso residenza presso il Pontificio Collegio Pio Latino Americano. Nel 1987 ha seguito un corso di italiano a Roma e l'anno successivo un corso di tedesco a Bonn. Ha conseguito la licenza in teologia biblica magna cum laude presso la Pontificia Università Gregoriana. Tornato in patria è stato vicario parrocchiale e parroco in diverse parrocchie dell'arcidiocesi di Santiago de los Caballeros; professore, formatore e decano di filosofia presso il Pontificio Seminario "San Tommaso d'Aquino" a Santo Domingo; direttore spirituale e vicerettore accademico dello stesso e docente di lingua spagnola e Sacra Scrittura presso la Pontificia Università Cattolica "Madre e Maestra" e presso il Pontificio Seminario "San Tommaso d'Aquino".

### Ministero episcopale
Il 6 agosto 1998 papa Giovanni Paolo II lo ha nominato vescovo di Baní. Ha ricevuto l'ordinazione episcopale il 19 settembre successivo dal cardinale Nicolás de Jesús López Rodríguez, arcivescovo metropolita di Santo Domingo e ordinario militare per la Repubblica Dominicana, co-consacranti l'arcivescovo François Robert Bacqué, nunzio apostolico nella Repubblica Dominicana e delegato apostolico a Porto Rico, e l'arcivescovo metropolita di Santiago de los Caballeros Juan Antonio Flores Santana. Durante la stessa celebrazione ha preso possesso della diocesi.
Dall'ottobre del 2005 al giugno del 2006 è stato anche amministratore apostolico sede plena di Barahona.
Nel luglio del 2007 ha compiuto la visita ad limina.
Ha partecipato alla XII assemblea generale ordinaria del Sinodo dei vescovi che ha avuto luogo nella Città del Vaticano dal 5 al 26 ottobre 2008 sul tema "La Parola di Dio nella vita e nella missione della Chiesa".
Il 23 febbraio 2015 papa Francesco lo ha nominato arcivescovo metropolita di Santiago de los Caballeros. Ha preso possesso dell'arcidiocesi il 18 aprile successivo nella sala polivalente della Pontificia Università Cattolica "Madre e Maestra" di Santiago de los Caballeros. Come arcivescovo, è gran cancelliere ex officio di quell'ateneo.
Nel maggio del 2015 ha compiuto una seconda visita ad limina.
Dal 1º luglio 2020 al 4 luglio 2023 è stato presidente della Conferenza dell'Episcopato Dominicano.
Il 7 ottobre 2023 papa Francesco ha accolto la sua rinuncia al governo pastorale dell'arcidiocesi di Santiago de los Caballeros; gli è succeduto Héctor Rafael Rodríguez Rodríguez, fino ad allora vescovo di La Vega.
Come scrittore, ha iniziato con la poesia, passando poi alla narrativa, ai saggi, all'autobiografia e alla ricerca storica. Con Los entresijos del viento ha vinto il Premio nazionale Feria del Libro Eduardo León Jimenes del 2020.

## Opere
- Libro de las huellas (inizialmente intitolato "Sobre la marcha"), 1985.
- Bandera de algún viento, 1991.
- Voces del polvo, 1993.
- La máscara del tiempo, 1995.
- El apellido Bretón en la República Dominicana, 2003.
- Entre la voz y el fuego, 2007.
- Pasión vital, 2008.
- La siesta del lagarto verde (riedizione de La máscara del tiempo), 2010.
- Cuerdos y recuerdos. Memorias, 2013.
- Hilachas y retazos, 2013.
- Mis amigas las palabras, 2014.
- Obra selecta, 2018,  p. 813.
- Los entresijos del viento, 2019.[8]

## Genealogia episcopale
La genealogia episcopale è:
- Cardinale Scipione Rebiba
- Cardinale Giulio Antonio Santori
- Cardinale Girolamo Bernerio, O.P.
- Arcivescovo Galeazzo Sanvitale
- Cardinale Ludovico Ludovisi
- Cardinale Luigi Caetani
- Cardinale Ulderico Carpegna
- Cardinale Paluzzo Paluzzi Altieri degli Albertoni
- Papa Benedetto XIII
- Papa Benedetto XIV
- Papa Clemente XIII
- Cardinale Bernardino Giraud
- Cardinale Alessandro Mattei
- Cardinale Pietro Francesco Galleffi
- Cardinale Giacomo Filippo Fransoni
- Cardinale Carlo Sacconi
- Cardinale Edward Henry Howard
- Cardinale Mariano Rampolla del Tindaro
- Cardinale Antonio Vico
- Arcivescovo George Joseph Caruana
- Cardinale Manuel Arteaga y Betancourt
- Cardinale Octavio Antonio Beras Rojas
- Cardinale Nicolás de Jesús López Rodríguez
- Arcivescovo Freddy Antonio de Jesús Bretón Martínez